# BMW 3 시리즈 GT

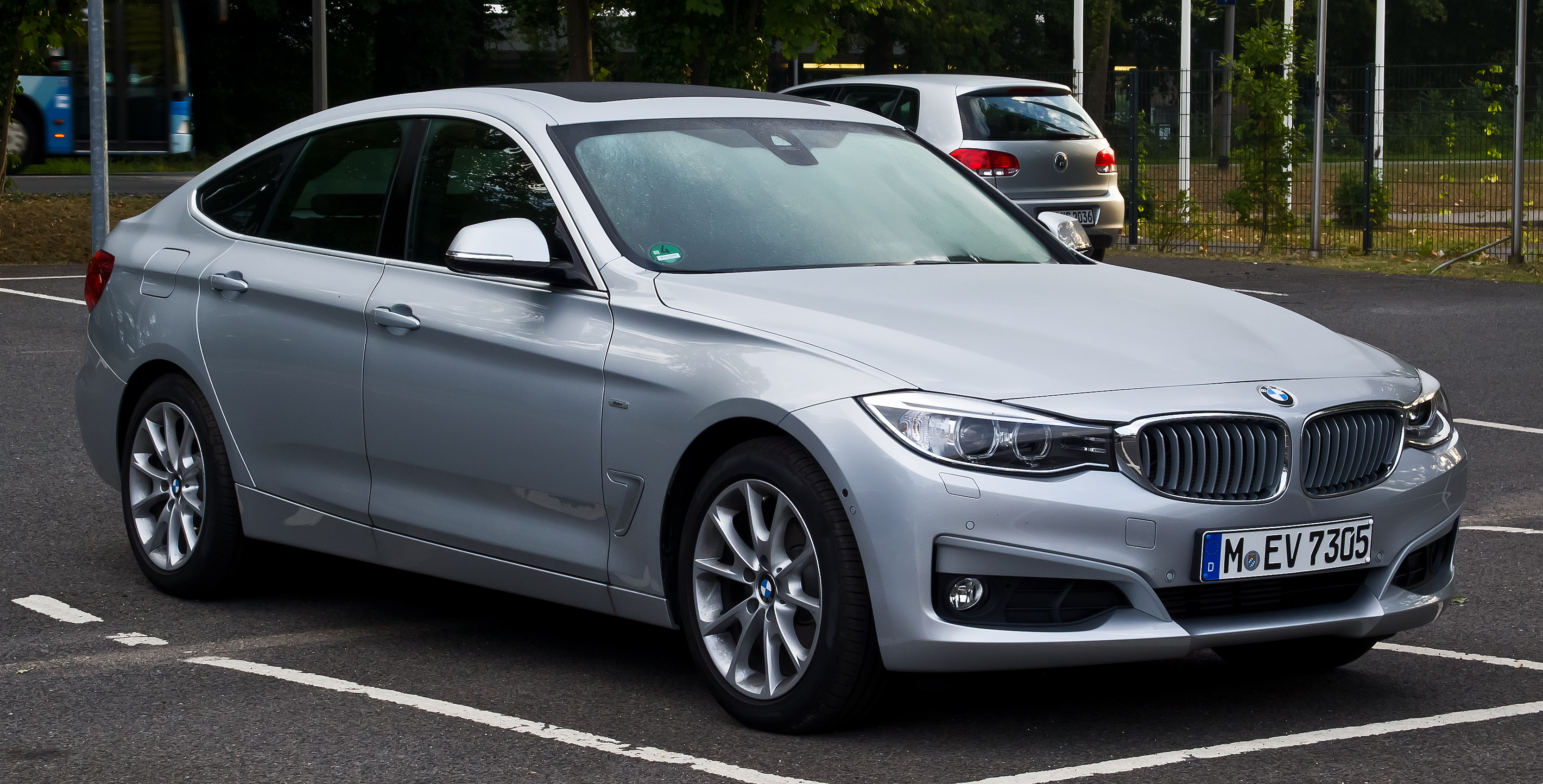
BMW 3시리즈 GT 정측면

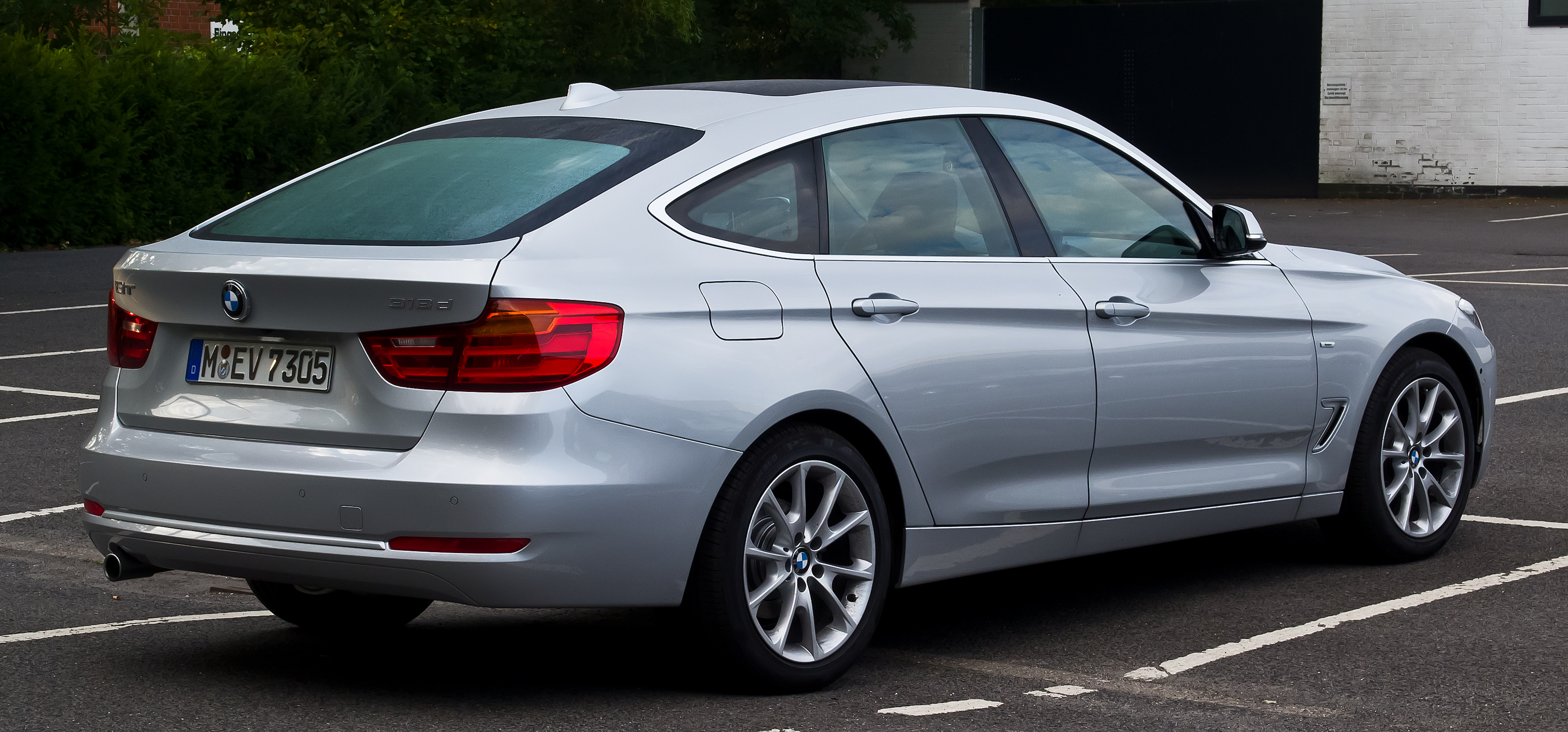
BMW 3시리즈 GT 후측면

BMW 3 시리즈 GT(BMW 3 series Gran Turismo)는 독일의 자동차 회사인 BMW의 승용차이다. 2013년에 출시했고, 3 시리즈(6세대)의 플랫폼을 기반으로 개발되어 축거는 3 시리즈(6세대)보다 110mm 늘어난 2920mm이다. 트렁크 용량은 520L로, 40:20:40으로 접을 수 있는 뒷 좌석을 완전히 접으면 1600L까지 늘어난다.